# Cratere Nicollet
Nicollet è un cratere lunare di 14,73 km situato nella parte sud-occidentale della faccia visibile della Luna.

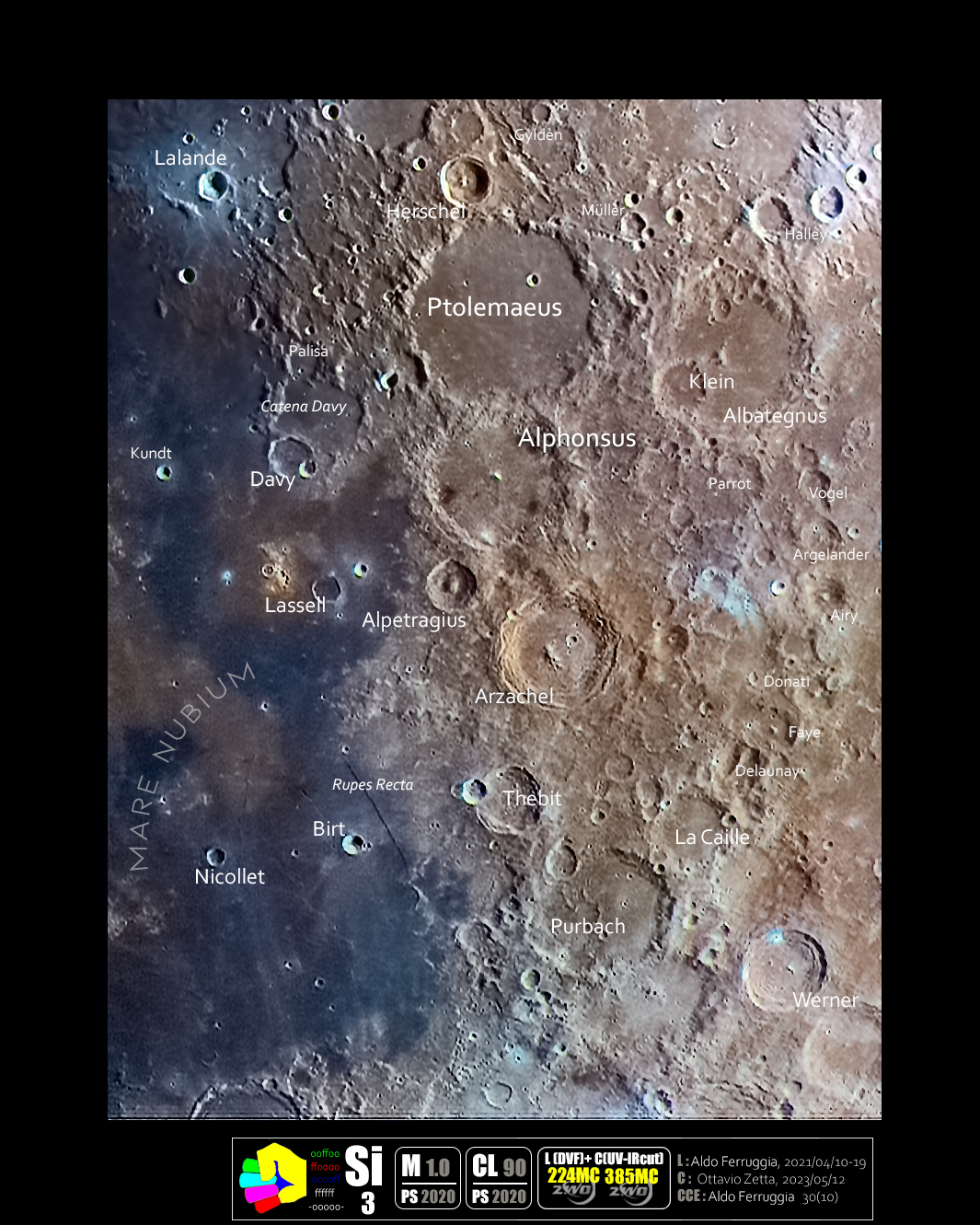
Il cratere(in basso a sinistra) con le strutture vicine in una Immagine Selenocromatica(Si)